# ذيل الفأر الزهانغزهووية
ذيل الفأر الزهانغزهووية (الاسم العلمي: Muricauda zhangzhouensis) هي نوع من البكتيريا، سلبية الغرام، تتبع جنس ذيل الفأر (بكتيريا).